# Алекс Радулеску
Алекс Радулеску (нім. Alex Rădulescu; нар. 7 грудня 1974) — колишній німецький тенісист.
Найвищу одиночну позицію світового рейтингу — 51 місце досяг 10 березня 1997, парну — 184 місце — 2 лютого 1998 року.
Здобув 3 одиночні та 2 парні титули.
Найвищим досягненням на турнірах Великого шолома був чвертьфінал в одиночному розряді.

## Юніорські фінали турнірів Великого шолома

### Парний розряд: 1 (1 поразка)
| Результат | Рік  | Турнір                               | Покриття | Партнер           | Суперники                | Рахунок       |
| --------- | ---- | ------------------------------------ | -------- | ----------------- | ------------------------ | ------------- |
| Поразка   | 1992 | Відкритий чемпіонат Франції з тенісу | Ґрунт    | Євген Кафельников | Енріке Абароа Грант Дойл | 6–7(0–7), 3–6 |

## Фінали турнірів ATP за кар'єру

### Одиночний розряд: 1 (1 поразка)
| Легенда                         |
| ------------------------------- |
| Турніри Великого шлема (0–0)    |
| Фінали Світового туру ATP (0–0) |
| Серія Мастерс ATP (0–0)         |
| Серія турнірів ATP (0–0)        |
| Світова серія ATP (0–1)         |

| Фінали за покриттям |
| ------------------- |
| Тверде (0–1)        |
| Ґрунт (0–0)         |
| Трава (0–0)         |
| Килим (0–0)         |

| Фінали за типом корту |
| --------------------- |
| Відкритий корт (0–1)  |
| Закритий корт (0–0)   |

| Результат | В-П | Дата     | Турнір                  | Рівень        | Покриття | Суперник          | Рахунок       |
| --------- | --- | -------- | ----------------------- | ------------- | -------- | ----------------- | ------------- |
| Поразка   | 0–1 | Кві 1997 | Maharashtra Open, Індія | Світова серія | Тверде   | Мікаель Тільстрем | 4–6, 6–4, 5–7 |

## Фінали ATP Челленджер і ITF Ф'ючерс

### Одиночний розряд: 6 (4–2)
| Легенда              |
| -------------------- |
| ATP Челленджер (3–2) |
| ITF Ф'ючерс (1–0)    |

| Фінали за покриттям |
| ------------------- |
| Тверде (1–2)        |
| Ґрунт (1–0)         |
| Трава (1–0)         |
| Килим (1–0)         |

| Результат | В-П | Дата     | Турнір                    | Рівень     | Покриття | Суперник           | Рахунок       |
| --------- | --- | -------- | ------------------------- | ---------- | -------- | ------------------ | ------------- |
| Поразка   | 0–1 | Жов 1993 | Гетеборг, Швеція          | Челленджер | Тверде   | Джеремі Бейтс      | 2–6, 3–6      |
| Перемога  | 1–1 | Лис 1995 | Андорра-ла-Велья, Андорра | Челленджер | Тверде   | Кеннет Карлсен     | 4–6, 6–3, 7–6 |
| Перемога  | 2–1 | Гру 1995 | Веленє, Словенія          | Челленджер | Килим    | Олег Огородов      | 7–6, 6–7, 6–3 |
| Перемога  | 3–1 | Чер 1996 | Annenheim, Австрія        | Челленджер | Трава    | Девід Вітон        | 6–4, 6–2      |
| Поразка   | 3–2 | Сер 1998 | Сеговія, Іспанія          | Челленджер | Тверде   | Радек Штепанек     | 5–7, 5–7      |
| Перемога  | 4–2 | Тра 2002 | Польща F1, Вроцлав        | Ф'ючерс    | Ґрунт    | Дарко Мадяровський | 2–6, 6–1, 6–2 |

### Парний розряд: 2 (2–0)
| Легенда              |
| -------------------- |
| ATP Челленджер (2–0) |
| ITF Ф'ючерс (0–0)    |

| Фінали за покриттям |
| ------------------- |
| Тверде (0–0)        |
| Ґрунт (1–0)         |
| Трава (1–0)         |
| Килим (0–0)         |

| Результат | В-П | Дата     | Турнір                    | Рівень     | Покриття | Партнер        | Суперники                    | Рахунок  |
| --------- | --- | -------- | ------------------------- | ---------- | -------- | -------------- | ---------------------------- | -------- |
| Перемога  | 1–0 | Лип 1994 | Бристоль, Велика Британія | Челленджер | Трава    | П'єтро Пеннізі | Массімо Бертоліні Дік Норман | 6–4, 7–5 |
| Перемога  | 2–0 | Лип 1994 | Прага, Чехія              | Челленджер | Ґрунт    | Андрей Павел   | Еял Ран Ґленн Вілсон         | 6–4, 6–2 |

## Часовий графік результатів
| W | Ф | ПФ | ЧФ | #Р | КТ | К# | DNQ | A | NH |

### Одиночний розряд
| Турніри Великого шлему                 |     |     |     |     |     |     |       |     |     |
| Відкритий чемпіонат Австралії з тенісу |     |     |     |     | 1р  | 1р  | 0 / 2 | 0–2 | 0%  |
| Відкритий чемпіонат Франції з тенісу   | К3р |     | К3р | К1р | 1р  |     | 0 / 1 | 0–1 | 0%  |
| Вімблдонський турнір                   | К1р |     |     | ЧФ  | 3р  | 1р  | 0 / 3 | 6–3 | 67% |
| Відкритий чемпіонат США з тенісу       |     |     |     | 1р  | 3р  | 1р  | 0 / 3 | 2–3 | 40% |
| В-П                                    | 0–0 | 0–0 | 0–0 | 4–2 | 4–4 | 0–3 | 0 / 9 | 8–9 | 47% |
| Тур ATP Мастерс 1000                   |     |     |     |     |     |     |       |     |     |
| Індіан-Веллс                           |     |     |     | К1р |     |     | 0 / 0 | 0–0 | –   |
| Відкритий чемпіонат Маямі з тенісу     |     | К1р | 1р  | 1р  | 1р  |     | 0 / 3 | 0–3 | 0%  |
| Рим                                    |     |     | К3р |     | 1р  |     | 0 / 1 | 0–1 | 0%  |
| Гамбург                                | К2р | К2р | К1р | К2р | 2р  |     | 0 / 1 | 1–1 | 50% |
| Штутгарт                               |     |     |     | 1р  | К1р | К2р | 0 / 1 | 0–1 | 0%  |
| В-П                                    | 0–0 | 0–0 | 0–1 | 0–2 | 1–3 | 0–0 | 0 / 6 | 1–6 | 14% |